# Work It (Nelly)
Work It è un singolo del rapper statunitense Nelly, pubblicato il 25 febbraio 2003 come quarto estratto dal secondo album in studio Nellyville.
Il singolo ha visto la collaborazione del cantante statunitense Justin Timberlake.

## Tracce
CD-Maxi Universal 019 771-2 / EAN 0044001977121
1. Work It (Radio Edit) – 4:01
2. Work It (Copenhaniacs Remix) – 3:45
3. Work It (Jason Nevins' Universal Dub) – 6:33
4. Put Your Hands Up – 5:17

## Classifiche
| Classifica (2002)      | Posizione più alta |
| ---------------------- | ------------------ |
| Svizzera               | 59                 |
| Austria                | 53                 |
| Paesi Bassi            | 16                 |
| Belgio (Fiandre)       | 26                 |
| Belgio (Vallonia)      | 37                 |
| Svezia                 | 41                 |
| Norvegia               | 15                 |
| Danimarca              | 16                 |
| Australia              | 14                 |
| Nuova Zelanda          | 17                 |
| U.S. Billboard Hot 100 | 68                 |